# Pawełky
Pawełky (ukr. Павелки) – wieś na Ukrainie, w obwodzie żytomierskim, w rejonie berdyczowskim, w hromadzie Andruszówka. W 2001 liczyła 623 mieszkańców, spośród których 620 wskazało jako ojczysty język ukraiński, a 3 rosyjski.